# Invasió de Kuwait
La invasió de Kuwait fou una acció militar iraquiana contra Kuwait. Els iraquians van ocupar Kuwait sota cobert d'un cop d'estat intern i el van convertir en una província de l'Iraq. La invasió fins a l'ocupació fou breu. Llavors Kuwait va estar sota ocupació fins a la derrota militar iraquiana davant els americans a la primera Guerra del Golf.

## La invasió
El 2 d'agost de 1990 a les dues de la matinada unitat de la Guàrdia Republicana de l'Iraq i una unitat especial, van entrar a Kuwait. Les forces d'aquest país no estaven en alerta i foren agafades per sorpresa. Al centre del país la 35 Brigada Cuirassada va desplegar un batalló de tancs i va oferir resistència prop de Jahra a l'oest de la ciutat de Kuwait. Al sud la 15 brigada cuirassada va evacuar el país cap a Aràbia Saudita. De la petita marina nacional dos vaixells amb míssils van poder fugir. L'aviació s'estava preparant per fugir però el 20% fou capturada o destruïda. Una batalla aèria es va lliurar sobre Kuwait i els kuwaitians van causar pèrdues a la força aèria iraquiana. La major part de l'aviació va poder fugir a Bahrain i Aràbia Saudita. Les forces kuwaitianes a Aràbia van servir a la frontera del Iemen, ja que es considerava que aquest estat era proper als iraquians.
Els tancs iraquians van atacar el Palau Dasman, la residència de l'emir Jaber Al-Ahmad Al-Jaber Al-Sabah, que ja havia fugit cap a l'Aràbia Saudita; allí havia quedat la seva guàrdia privada i el seu germanastre Sheikh Fahad Al-Ahmed Al-Jaber Al-Sabah, que va morir en el tiroteig.
Es va dir que 600 pous de petroli foren cremats pels iraquians, però és possible que els incendis fossin causats pels mateixos kuwaitians; les imatges de contaminació a les aigües del golf van resultar ser falses.
Oficialment es va anunciar un cop d'estat i un tinent kuwaitià (però criat a l'Iraq i membre del partit Baath) Alaa Hussein Ali, va assumir el govern el dia 3, i al cap de sis dies (8 d'agost del 1991) es va proclamar la República i la deposició de la dinastia, i es va fer una sol·licitud "per retornar a la gran família, al gran Iraq, a la mare pàtria". Ali Hasan al-Majid (conegut com a Ali el Químic), cosí de Saddam Hussein el president iraquià, va assolir el govern i el dia 28 d'agost es va declarar l'annexió; la part nord del país va ser integrat a la província de Bàssora i la resta va formar la dinovena província amb el nom provisional de Kuwait que fou canviat el dia 31 d'agost pel nom de província de Kadhima Ali Hasan al-Majid va passar a ser governador. En els següents dies la meitat de la població de l'emirat, entre els quals més de 400.000 habitants natius, van sortir del país. 150.000 indis foren evacuats pel govern de l'Índia. En canvi els 40.000 palestins que vivien al país van donar suport en la seva major part al règim iraquià.
El Consell de Seguretat de l'ONU va provar 12 resolucions reclamant la retirada iraquiana que no es va produir. L'ocupació va durar set mesos, durant els quals els iraquians es van emportar tot el que van poder i consten diverses violacions dels drets humans; uns 600 kuwaitians foren portats a l'Iraq i van desaparèixer. L'ocupació va acabar el 26 de febrer de 1991 després de l'anomenada Operació Tempesta del Desert o Guerra del Golf. Iraq va renunciar a tota reclamació sobre Kuwait el 20 de març de 1991. El desembre de 2002 Saddam Hussein va demanar disculpes per la invasió.

## Governs iraquians
- Alaa Hussein Ali al-Khafaji al-Jaber 3 d'agost de 1990 - 31 d'agost de 1990, Cap d'estat
- Ali Hassan al-Majid 8 d'agost de 1990 a novembre del 1990, cap de govern i després (31 d'agost) governador provincial
- Aziz Salih Numan novembre de 1990 a 26 de febrer de 1991, governador provincial

## Nota
1. ↑  ; Presenters: Dan and Peter Snow «1991 Gulf War». BBC Two. Twentieth Century Battlefields  (BBC), Temporada:1 , episodi:8, 2007. « »
2. ↑   «1990: Iraq invades Kuwait». BBC On This Day. BBC, 02-08-1990 [Consulta: 20 abril 2010].
3. ↑  Johns, Dave. «1990 The Invasion of Kuwait». Frontline/World.  PBS, 24-01-2006. [Consulta: 20 abril 2010].
4. ↑   «Kuwait Organization and Mission of the Forces». Country Studies. Library of Congress, 1-1993 [Consulta: 20 abril 2010].
5. ↑  Iraqi Invasion of Kuwait; 1990 (Air War)
6. ↑  «Iraq Invasion & POWs Iraq Invasion & POWs». Arxivat de l'original el 2009-09-18. [Consulta: 6 juny 2011].
7. ↑  W. Smtith, Flag Bulletin, XXIX:6/138, pag 6/206.